# C–17 Globemaster III
A C–17 Globemaster III  (beceneve: Moose = „Jávorszarvas”) az amerikai McDonnell Douglas, majd később a Boeing Integrated Defence Systems által kifejlesztett részben fém, részben kompozit anyagokból épített, félhéjszerkezetű, felsőszárnyas, behúzható futóművel, nagy kétáramúsági fokú gázturbinás sugárhajtóművekkel, hermetikusan zárható kabinnal és tehertérrel rendelkező, harcászati teherszállító feladatkörre kifejlesztett, a levegőben utántölthető, nagy hatótávolságú (stratégiai), merevszárnyú teherszállító repülőgéptípus.
Típusnevét a C–74 Globemaster és a C–124 Globemaster II után kapta.
Az Amerikai Légierő megrendelésére fejlesztették ki, elsősorban a C–141 Starlifter nehéz teherszállító repülőgépek leváltására. A több mint tízéves fejlesztés alatt fontos szempont volt a kiszolgálási igény alacsony szintre csökkentése, korszerű avionikája tegye lehetővé a repülőgépet előkészítetlen, rossz minőségű repülőtereken való autonóm működésre, valamint éjszakai vagy kedvezőtlen időjárási és látási viszonyok közepette is képes legyen hatékonyan üzemelni. A kilencvenes évek eleje óta szerzett kedvező gyakorlati tapasztalatok miatt több, nemzetközi békefenntartó hadműveletekben részt vevő ország rendszeresítette, de hátráltató tényező volt a repülőgép magas beszerzési ára. Az USAF által megrendelt repülőgépek gyártásának végét követően, más megrendelőknek már csak pár darabot gyártottak a típusból. Az utolsó C–17 Globemaster III 2015 novemberében hagyta el a gyárat.
A típusnak számtalan filmes vonatkozása van, és a stratégiai szállítógép hosszú, 60+ évre tervezhető üzemideje miatt a filmes lista egyre növekszik:
A S.H.I.E.L.D. ügynökei című sorozat első két évadában egy átalakított Globemaster látható, mely a csapatszállító repülő szerepét tölti be.

## Történet
AMST (Advanced Medium STOL Transport) és C-X programok.
2009 tavaszától 3 db magyar lajstromjelű C–17 lát el szövetségi szállítási feladatokat a Pápai reptérről. Az első gép 2008. augusztus 15-én érkezett a bázisra, majd az azt követő szombaton és vasárnap volt látható a Kecskeméti Nemzetközi Repülőnapon.

## Gyártás
Összesen 192 db legyártására kapott megrendelést a Boeing, amelyből 178 db-ot az Amerikai Légierő alakulatai kapnak, valamint 6 db-ot a Brit Királyi Légierő vásárolt meg, 4-4 db-ot pedig a Kanadai Légierő és az Ausztrál Királyi Légierő. További 3 db átadásra kerül a NATO Stratégiai Légiszállítási Képesség (NATO SAC) konzorciumának (2 db a Boeing-től, 1 db az USAF-tól).
A 26. példány (P–26) 1996. július 3-án került átadásra a Charleston Légierő-bázison települő 437. légiszállító ezredénél (437th Airlift Wing). A 174. példányt 2008. július 1-én, a 175. példányt július 25-én, a 176-ikat augusztus 19-én, a 177. példányt pedig szeptember 11-én adták át. Mind a négy gépet a doveri Légierő-bázis fogadta (9–12. gép), október 8-án pedig megérkezett a 13. gép is.
2008. június 30-án George W. Bush amerikai elnök aláírta a 2008-as évre szóló 165 milliárd USD értékű kiegészítő védelmi költségvetést, amelyben 3,6 milliárd USD értékben további 15 db C–17-et vásárol meg a Légierő. Ezzel 2010 augusztusára tolódott ki a gyártósor leállítása.

## Típusváltozatok

### C–17A
Az eredeti katonai változat

### C–17 ER
Vagy C-17A-ER. (Extended range - növelt hatótávolság) Nem hivatalos megnevezése a Block 13, Block 16 és Block 21 változatoknak, amelyek a szárnyba épített tartályok miatt nagyobb hatótávolsággal rendelkeznek.

### C-17B
Egy csak papíron létező, taktikai légi szállító változat. Hogy alkalmassá tegyék rosszul kiépített reptereken való le és felszállásra, plusz orr futó kereket, erősebb motorokat és más rendszereket kapott, amelyek a rövidebb le- és felszállást segítik.

### Polgári C–17
A McDonnell Douglas polgári légi szállító változatot is ajánlott MD-17 néven, majd miután a Boeing felvásárolta, BC-17 néven kínálta a típust.

## Megrendelő és üzemeltető országok

### Az Amerikai Egyesült Államok Légiereje
Megrendelve 71 db C–17A, 85 db C–17 ER lett és még 42 db C–17 ER opciós. A gépek az USAF MAC alá tartoznak (Amerikai Légierő Katonai Légiszállító Parancsnokság).
Üzemeltető alakulatok:
- Allen C. Thompson Field Légi Nemzeti Gárda-bázis (ANGB)
- 172. légiszállító ezred (Airlift Wing)
  - 172. műveleti csoport (Operations Group)
    - 183. légiszállító század (Airlift Squadron)
- Altus Légierő-bázis (AFB)
- 97. légimozgékonysági ezred (Air Mobility Wing)
  - 97. műveleti csoport (Operations Group)
    - 58. légiszállító század (Airlift Squadron)
- Charleston Légierő-bázis (AFB)
- 437. légiszállító ezred (Airlift Wing)
  - 437. műveleti csoport (Operations Group)
    - 14. légiszállító század (Airlift Squadron)
    - 15. légiszállító század (Airlift Squadron)
    - 16. légiszállító század (Airlift Squadron)
    - 17. légiszállító század (Airlift Squadron)
- 315. légiszállító ezred, Légierő Tartalékos Parancsnokság (Airlift Wing, Air Force Reserve Command)
  - 315. műveleti csoport (Operations Group)
    - 300. légiszállító század (Airlift Squadron)
    - 317. légiszállító század (Airlift Squadron)
    - 701. légiszállító század (Airlift Squadron)
- Dover Légierő-bázis (AFB)
- 436. légiszállító ezred (Airlift Wing)
  - 436. műveleti csoport (Operations Group)
    - 3. légiszállító század (Airlift Squadron)
- 512. légiszállító ezred, Légierő Tartalékos Parancsnokság (Airlift Wing, Air Force Reserve Command)
  - 512. műveleti csoport (Operations Group)
  - 326. légiszállító század (Airlift Squadron)
- Elmendorf Légierő-bázis (AFB)
- 3. ezred (Wing)
  - 3. műveleti csoport (Operations Group)
    - 517. légiszállító század (Airlift Squadron)
- Hickam Légierő-bázis (AFB)
- 15. légiszállító ezred (Airlift Wing)
  - 15. műveleti csoport (Operations Group)
    - 535. légiszállító század (Airlift Squadron)
- March Légierő Tartalékos-bázis (ARB)
- 452. légimozgékonysági ezred, Légierő Tartalékos Parancsnokság (Air Mobility Wing, Air Force Reserve Command)
  - 452. műveleti csoport (Operations Group)
    - 729. légiszállító század (Airlift Squadron)
- McChord Légierő-bázis (AFB)
- 62. légiszállító ezred (Airlift Wing)
  - 62. műveleti csoport (Operations Group)
    - 4. légiszállító század (Airlift Squadron)
    - 7. légiszállító század (Airlift Squadron)
    - 8. légiszállító század (Airlift Squadron)
    - 10. légiszállító század (Airlift Squadron)
- 446. légiszállító ezred, Légierő Tartalékos Parancsnokság (Airlift Wing, Air Force Reserve Command)
  - 446. műveleti csoport (Operations Group)
    - 97. légiszállító század (Airlift Squadron)
    - 313. légiszállító század (Airlift Squadron)
    - 728. légiszállító század (Airlift Squadron)
- McGuire Légierő-bázis (AFB)
- 305. légimozgékonysági ezred (Air Mobility Wing)
  - 305. műveleti csoport (Operations Group)
    - 6. légiszállító század (Airlift Squadron)
- 514. légimozgékonysági ezred, Légierő Tartalékos Parancsnokság (Air Mobility Wing, Air Force Reserve Command)
  - 514. műveleti csoport (Operations Group)
    - 732. légiszállító század (Airlift Squadron)
- Travis Légierő-bázis (AFB)
- 60. légimozgékonysági ezred (Air Mobility Wing)
  - 60. műveleti csoport (Operations Group)
    - 21. légiszállító század (Airlift Squadron)
- 349. légimozgékonysági ezred, Légierő Tartalékos Parancsnokság (Air Mobility Wing, Air Force Reserve Command)
  - 349. műveleti csoport (Operations Group)
    - 301. légiszállító század (Airlift Squadron)

### Brit Királyi Légierő
A már meglévő 4 db gépükhöz újabb 2 db-ot, majd még egyet rendeltek. A hatodik gépet 2008. június 11-én adták át a Long Beach-i gyárban, a hetediket pedig 2011. január 21-én vette át a RAF a RAF Brize Norton repülőtéren, Oxfordshire-ben. A gép január 13-án érkezett meg. A 99. század gépei már átestek egy fedélzetirendszer-vezérlőszoftver-frissítésen, valamint újabb belső tüzelőanyag-tartályokkal egészítették ki őket, mellyel a hatótávolságuk több mint 4000 tengeri mérföldre nőtt. A hetedik átvételéig a hat gép 60 000 repült órát teljesített, az első 10 éve érkezett a RAF-hoz. David Cameron brit miniszterelnök 2012. február 8-án parlamenti beszámolójában közölte, hogy a Brit Védelmi Minisztérium (MoD) megrendelte a nyolcadik C–17A-t 200 millió GBP értékben. A típussal nagyon meg vannak elégedve, jól teljesítenek hadianyag-logisztikai, humanitárius és evakuációs bevetéseken is, „ez egy fontos beruházás az ország számára” mondta. A gép gyártásban van, már márciusban átvehetik, szolgálatba 2012 júliusában állhat.
Üzemeltető alakulat:
- 99. század (99 Squadron, RAF Brize Norton légi támaszpont)

Lajstromjelek: ZZ171, ZZ172, ZZ173, ZZ174, ZZ175, ZZ176, ZZ177.

### Ausztrál Királyi Légierő
4 db repülőgépet vásároltak. Az elsőt (206-os oldalszámú) 2006. december 4-én adták át.
Üzemeltető alakulat:
- 36. század (RAAF Amberley légibázis)

### Kanadai Királyi Légierő
4 db repülőgépet vásároltak. Az elsőt 2007. augusztus 11-én az Abbotsford Nemzetközi Légishow-n adták át, a második októberben várható, a maradék két darabot 2008 április elején (a 4-et 3-án) vették át. A gépek CC–177 néven szerepelnek a kanadai légierő adatbázisaiban.
Üzemeltető alakulat:
- 8. ezred / 429. szállító század (CFB Trenton, Ontario légibázis)[18]

Gyártási számok: 177701 (oldalszám: 701), 177702 (702), 177703 (703), 177704 (704).

### NATO Stratégiai Légiszállítási Képesség (SAC)
Bár a gépek magyar felségjellel, a magyar légierő színeiben repülnek, nem tartoznak annak parancsnoksága alá.
A szervezet azért jött létre, mert a kisebb NATO tagországok nem rendelkeztek stratégiai légi szállítási képességgel, egyenként kiépíteni drága és a feltételezhető kihasználatlanság miatt gazdaságtalan lett volna.
2006. szeptember 12-én tizenhárom NATO-tagország szándéknyilatkozatot (Letter of Intent, LOI) hozott a szövetség légiszállító kapacitásának (SAC) bővítésére, melyet később további tagországok is aláírtak (Magyarország és Norvégia), majd véglegesen tizenöt NATO-tagország és két partnerségi tag csatlakozott a tervezethez. 2007. június 20-án az Észak-atlanti Tanács elfogadta a NATO Termék és Logisztikai Szervezet (NPLO) kartáját, amely létrehozta a NATO Légiszállítást Igazgató Szervezetet (NAMO). A NAMO hivatott szervezni a gépállomány üzemeltetését. A flotta a szándék szerint 4 db C–17-ből állt, amelyekkel a NATO Reagáló erő (NRF) valamint a békefenntartó és humanitárius műveletek önálló kiszolgálását kívánják a jövőben gyorsítani (ez a szám később 3 db-ra csökkent). A repülőgépeket egy előre meghatározott repültóra-igénylés alapján ütemezi be a NAMO. A repülőgépek üzemeltetésére három repülőtér jelentkezett: a németországi Ramstein, a romániai Konstanca és a magyarországi Pápa Bázisrepülőtér. A bázisrepülőtér kiválasztásáról 2007 szeptemberében született NATO-ajánlás, amit a tagországok véleményeztek, majd jóváhagytak. A repülőgépek beszerzését és működtetését előkészítő munkacsoport 2007. november 16-án kihirdette, hogy a nyertes pályázat a magyar Pápa Bázisrepülőtér. Ezt követően folytatódott a SAC Egyetértési Nyilatkozat (MOU) kidolgozása, mely 2007 év végéig befejeződött. A dokumentumok – az előzetes tervek szerint – a 2008. április 2–4. között Bukarestben megrendezett NATO-csúcson kerültek egységesen aláírásra. Ezt követően különítik el azt a pénzösszeget, amely a program megvalósításához szükséges (a pápai repülőtér korszerűsítése, a gépek megvásárlása stb.). A három megvásárolt gépből kettőt a Boeingtől, egyet pedig az Amerikai Légierőtől vettek át. 2008. május 9-én a Pentagon megerősítette, hogy a külföldi katonai eladások kongresszusa engedélyezte a NATO SAC részre két gép megvételét. 2008. október 1-én a Boeing hivatalosan is bejelentette, hogy 10 NATO-tagállam (Bulgária, Észtország, Magyarország, Litvánia, Hollandia, Norvégia, Lengyelország, Románia, szlovénia és az USA) és 2 békepartnerségi (PfP) állam (Finnország és Svédország) szeptember 24-én aláírta a MOU-t. A tervek szerint az első C–17 2009 kora tavaszán állt volna szolgálatba magyar felségjelzéssel és lajstromozással Pápa Bázisrepülőtéren. Az első gép végül 2009. július 28-án érkezett a bázisra.
A NATO a légiszállítás-szükségleteit a NATO SALIS keretében is igyekszik megoldani, bővíteni.
Forrás:

## Harci alkalmazása
- Provide Hope hadművelet (1992-1993)
- Silver Wake hadművelet (1997)
- Iraqi Freedom hadművelet (2003)
- Cajun Fury hadművelet (2004. július 9. - 2005. augusztus 1.)

## Balesetek, incidensek
- 2012. augusztus 21-én rakétatalálat érte az USAF egyik C–17A-ját, a bagrami légi támaszponton parkolás alatt. A Martin Dempsey-t szállító repülőgép kárairól nincsenek információk, a tábornok azonban egy másik repülőgéppel távozott az országból. A támadásban két NATO helikopter is megsérült.[35]

### Monográfiák, folyóiratok
- Az Aeromagazin c. folyóirat cikkei:
- Aeromagazin 2001/8., 24-28. o.
- A Top Gun c. folyóirat cikkei:
- Gál József: McDonnell Douglas/Boeing C–17 Globemaster III. In: Top Gun 1999/1., 38–43. o.